# Liste der Biografien/Aus
Liste der Biografien |
Portal Biografien |
Personensuche
# |
A |
B |
C |
D |
E |
F |
G |
H |
I |
J |
K |
L |
M |
N |
O |
P |
Q |
R |
S |
T |
U |
V |
W |
X |
Y |
Z |
?
 
Aa |
Ab |
Ac |
Ad |
Ae |
Af |
Ag |
Ah |
Ai |
Aj |
Ak |
Al |
Am |
An |
Ao |
Ap |
Aq |
Ar |
As |
At |
Au |
Av |
Aw |
Ax |
Ay |
Az
 
Aua |
Aub |
Auc |
Aud |
Aue |
Auf |
Aug |
Auh |
Aui |
Auj |
Auk |
Aul |
Aum |
Aun |
Aup |
Aur |
Aus |
Aut |
Auv |
Auw |
Aux |
Auz
Die Liste der Biografien führt alle Personen auf, die in der deutschsprachigen Wikipedia einen Artikel haben. Dieses ist eine Teilliste mit 271 Einträgen von Personen, deren Namen mit den Buchstaben „Aus“ beginnt.

## Aus
- Aus der Au, Christina (* 1966), Schweizer evangelisch−reformierte Theologin und PhilosophinChristina Aus der Au (* 1966)

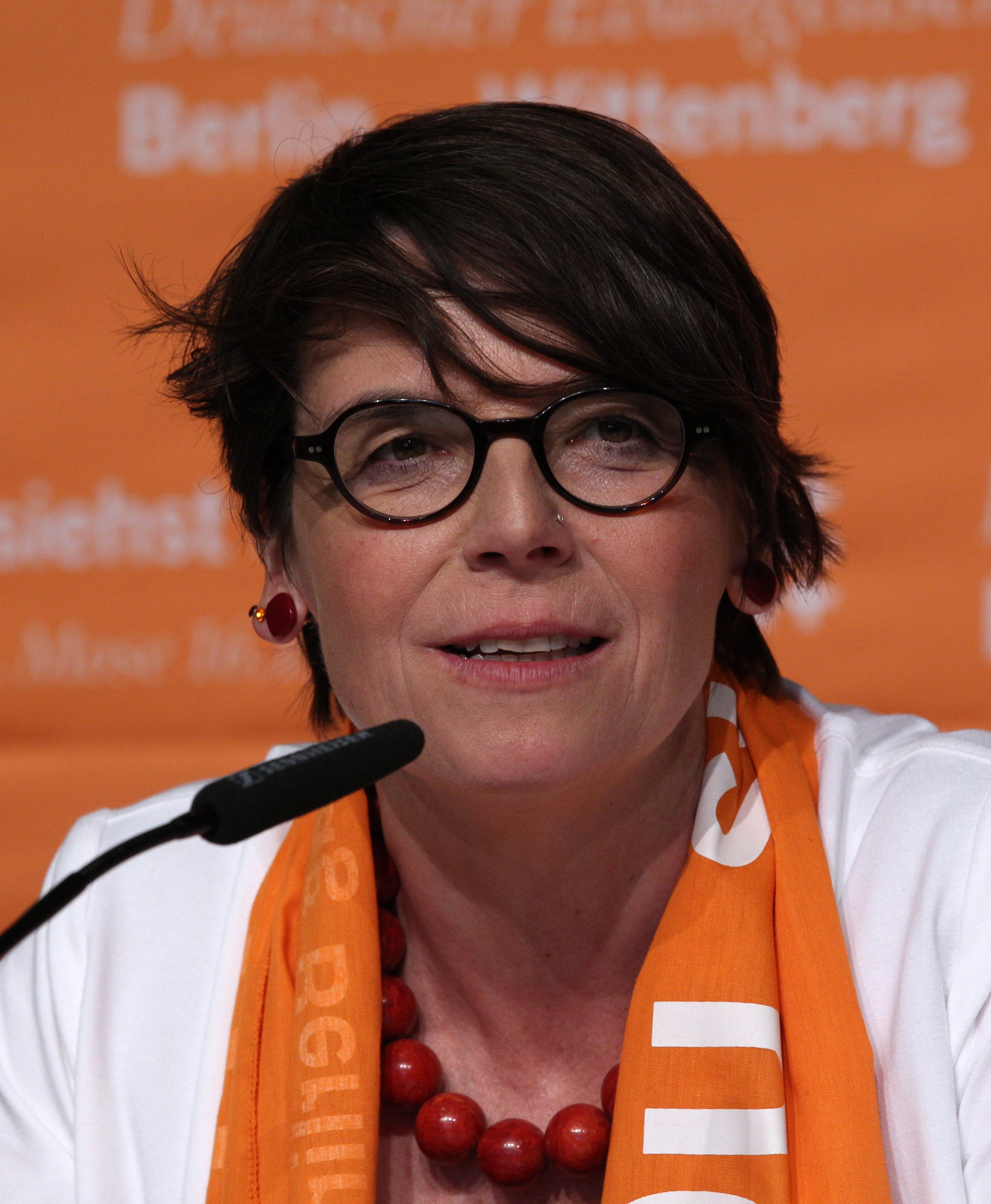
Christina Aus der Au (* 1966)

- Aus, Lauri (1970–2003), estnischer Radrennfahrer

### Ausb
- Ausbie, Hubert (* 1938), US-amerikanischer Basketballspieler
- Ausböck, Hubert (1908–1989), deutscher Boxer, Olympiateilnehmer 1928
- Ausborn, Gerhard (1933–2021), deutscher Maler
- Ausburn, Ashley (* 1998), US-amerikanische Schauspielerin
- Ausbüttel, Frank Martin (* 1955), deutscher Althistoriker, Gymnasiallehrer, Kommunalpolitiker (CDU)

### Ausc
- Ausch, Karl (1893–1976), österreichischer Nationalökonom, Journalist und Funktionär der Sozialdemokratischen Arbeiterpartei (SDAP) bzw
- Auschariya Sangtubtim (* 2002), thailändischer Fußballspieler
- Auscher, Pascal (* 1963), französischer Mathematiker
- Auschew, Ruslan Sultanowitsch (* 1954), russischer Militär, Politiker und ehemaliger Präsident der Republik Inguschetien

### Ausf
- Ausfeld, Adolf (1855–1904), deutscher Klassischer Philologe und Gymnasiallehrer
- Ausfeld, Carl (1814–1900), deutscher Jurist, Politiker (FVP), MdR
- Ausfeld, Eduard (1850–1906), deutscher Archivar und Historiker
- Ausfeld, Eduard (1885–1946), deutscher Offizier, politischer Funktionär und Ministerialbeamter

### Ausi
- Ausiello, Michael (* 1972), US-amerikanischer Schauspieler und Journalist
- Ausiku, Sirkka (* 1964), namibische Politikerin und Regionalgouverneurin
- Ausili, Miguel (* 1950), argentinisch-italienischer Bildhauer
- Ausin, Friedrich August von (1758–1837), preußischer Beamter und bayerischer Geheimrat
- Ausin, Wolf von (1925–2010), deutscher Rechtsanwalt
- Ausino, Carlo (1938–2020), italienischer Filmschaffender

### Ausl
- Ausländer, Fritz (1885–1943), deutscher Pädagoge und Politiker (KPD), MdL
- Auslander, Joseph (1897–1965), US-amerikanischer Dichter
- Auslander, Louis (1928–1997), US-amerikanischer Mathematiker
- Auslander, Maurice (1926–1994), US-amerikanischer Mathematiker
- Ausländer, Rose (1901–1988), deutsch- und englischsprachige LyrikerinRose Ausländer (1901–1988)

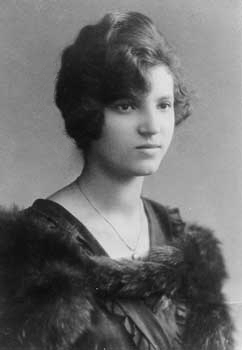
Rose Ausländer (1901–1988)

- Auslander, Shalom (* 1970), US-amerikanischer Autor
- Auslasser, Vitus, Botaniker und Mönch
- Ausleger, Rudolf (1897–1974), deutscher Maler des Expressionismus
- Auslender, Ariel (* 1959), deutscher Bildhauer
- Ausloos, Raymond (1930–2012), belgischer Fußballtorhüter

### Ausm
- Aus’m Weerth, Ernst (1829–1909), deutscher Historiker und Archäologe
- Ausmus, Emily (* 2005), US-amerikanische Wasserballspielerin
- Ausmus, Jeremy (* 1979), US-amerikanischer Pokerspieler

### Auso
- Ausobsky, Alois (1863–1927), österreichischer Politiker
- Ausoni, Olivia (1923–2010), Schweizer Skirennfahrerin
- Ausonius, römischer Prinzenerzieher und Dichter
- Ausonius, John (* 1953), schwedischer MörderJohn Ausonius (* 1953)

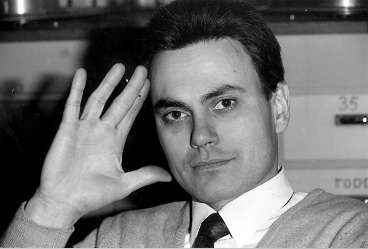
John Ausonius (* 1953)

### Ausp
- Auspicius, fünfter Bischof des Bistums Toul
- Auspicius, angeblicher früher Bischof von Trier und Heiliger
- Auspitz, Heinrich (1835–1886), österreichischer Dermatologe
- Auspitz, Leopold (1838–1907), österreichischer k.k. Generalmajor und Schriftsteller
- Auspitz, Ludwig (1859–1917), deutscher Theaterschauspieler und Opernsänger (Bariton)
- Auspitz, Moritz (1803–1880), österreichischer Chirurg
- Auspitz, Oliver (* 1975), österreichischer Filmproduzent
- Auspitz, Rudolf (1837–1906), österreichischer Industrieller, Nationalökonom und Politiker
- Auspitz-Kolár, Auguste (1844–1878), österreichische Pianistin und Komponistin
- Auspitzer, Wilhelm (1867–1931), österreichischer Redakteur und Drehbuchautor
- Auspurg, Heinz (1912–2001), deutscher Architekt und Baubeamter

### Ausr
- Aušra, Jurgis (* 1940), litauischer Manager, ehemaliger Politiker und Bürgermeister der Stadtgemeinde Klaipėda (1994–1995)

### Auss
- Auss, Tobias (* 2000), österreichischer Handballspieler
- Aussanaire, Jean (1961–2017), französischer Jazzmusiker (Sopransaxophon, Altsaxophon, Bassklarinette)
- Aussaresses, Paul (1918–2013), französischer General
- Ausseil, Jean (1925–2001), französischer Politiker und Diplomat, Staatsminister von Monaco und Botschafter
- Aussel, Roberto (* 1954), argentinischer klassischer Gitarrist
- Aussem, Cilly (1909–1963), deutsche TennisspielerinCilly Aussem (1909–1963)

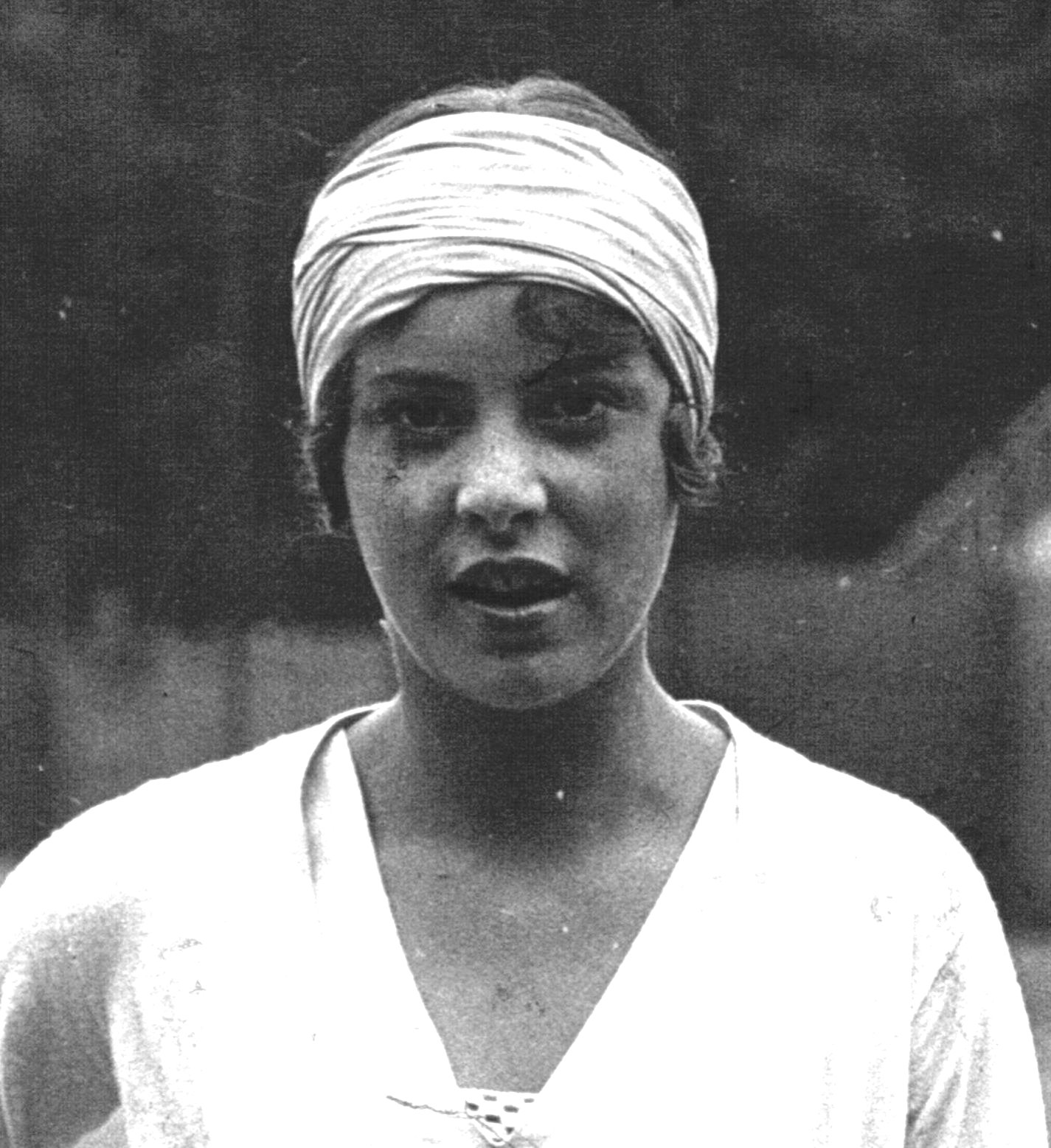
Cilly Aussem (1909–1963)

- Aussem, Paul von († 1679), deutscher römisch-katholischer Geistlicher, Weihbischof und Generalvikar in Köln
- Aussem, Ralf (* 1960), deutscher Fußballspieler und -trainer
- Aussen, Arnold Heinrich von (1698–1771), preußischer Beamter und Gutsbesitzer
- Außenberg, Julius (1887–1955), österreichischer Filmproduzent, Filmkaufmann und Filmmanager
- Außendorf, Maik (* 1971), deutscher IT-Unternehmer und Politiker (Bündnis 90/Die Grünen)
- Außendorfer, Walter (1939–2019), italienischer Rennrodler
- Außerer, Alois (1876–1950), österreichischer Priester und Dramatiker
- Ausserer, Anton (1843–1889), österreichischer Naturforscher und Arachnologe
- Ausserer, Karl (1844–1920), österreichischer Historiker und Politiker
- Ausserer, Karl (1883–1950), österreichischer Historiker und Archivar
- Ausserer, Michael (* 1980), italienischer Journalist (Südtirol), ehemaliger Sendechef von Café Puls, Chefredakteur des Medienhauses der Erzdiözese Wien
- Ausserhofer, Josef (1894–1973), österreichischer Schriftsteller
- Ausserlechner, Gereon (1904–1944), österreichischer Geistlicher und Widerstandskämpfer
- Außerleitner, Paul (1925–1952), österreichischer Skispringer
- Außermair, Josef (* 1948), österreichischer Theologe
- Ausserwinkler, Hans (1919–1989), österreichischer Politiker (SPÖ), Landtagsabgeordneter
- Außerwinkler, Ludwig (1859–1933), deutscher Chemiker, Fotograf sowie Universitätsprofessor
- Ausserwinkler, Michael (* 1957), österreichischer Mediziner und Politiker (SPÖ)Michael Ausserwinkler (* 1957)

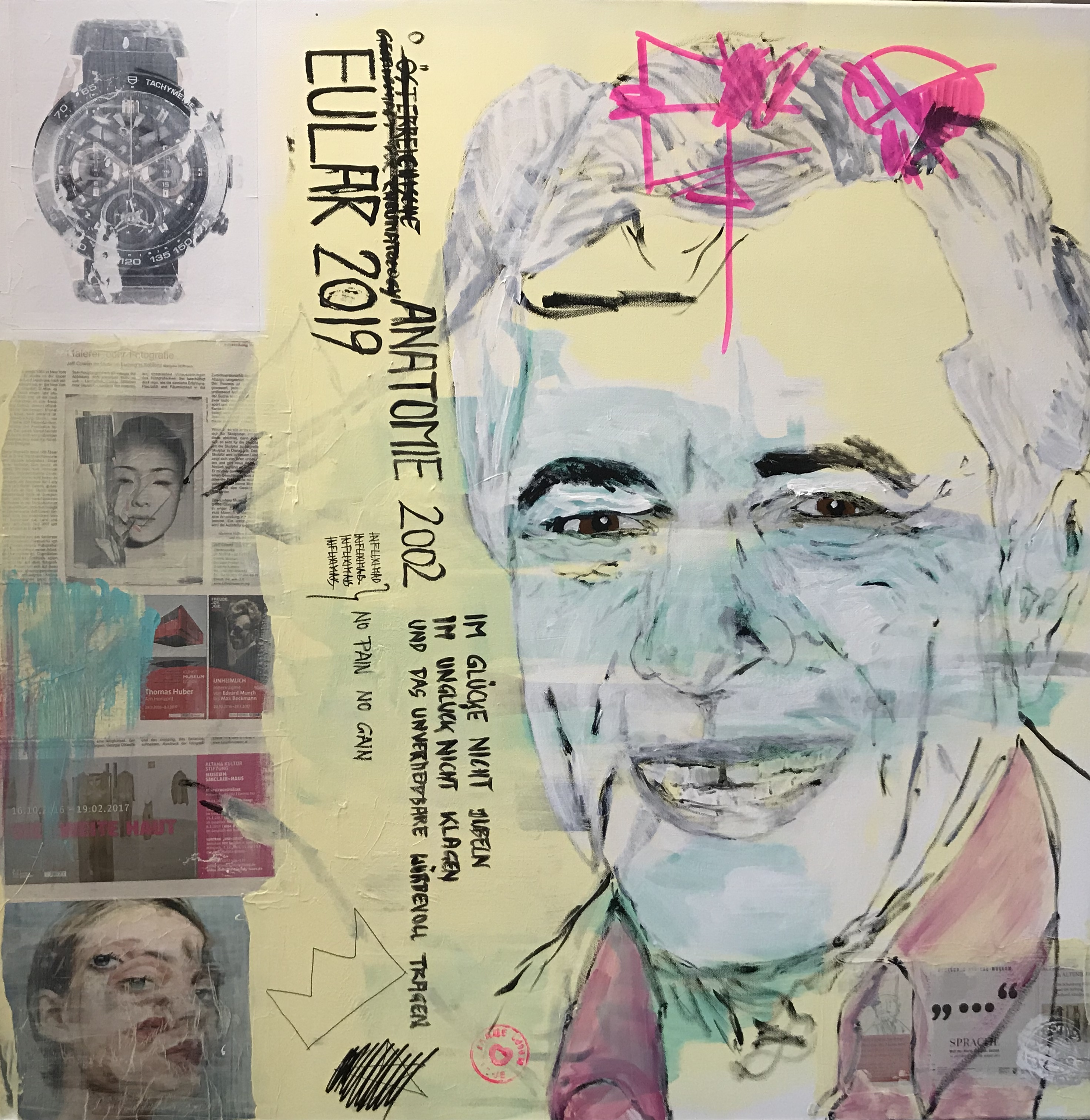
Michael Ausserwinkler (* 1957)

- Aussín Suárez, José Luis (* 1942), mexikanischer Fußballspieler
- Außner, Gerhard (1909–1974), deutscher Politiker (SPD), MdA
- Aussu, Pierre (* 1956), französischer Fußballspieler

### Aust
- Aust, Alfred (1892–1982), deutscher Heimatforscher
- Aust, Amando (* 1990), deutsch-gambischer Fußballspieler
- Aust, Andrea (* 1960), deutsche Synchronsprecherin und Schauspielerin
- Aust, Bernd (* 1945), deutscher Rockmusiker und KonzertveranstalterBernd Aust (* 1945)

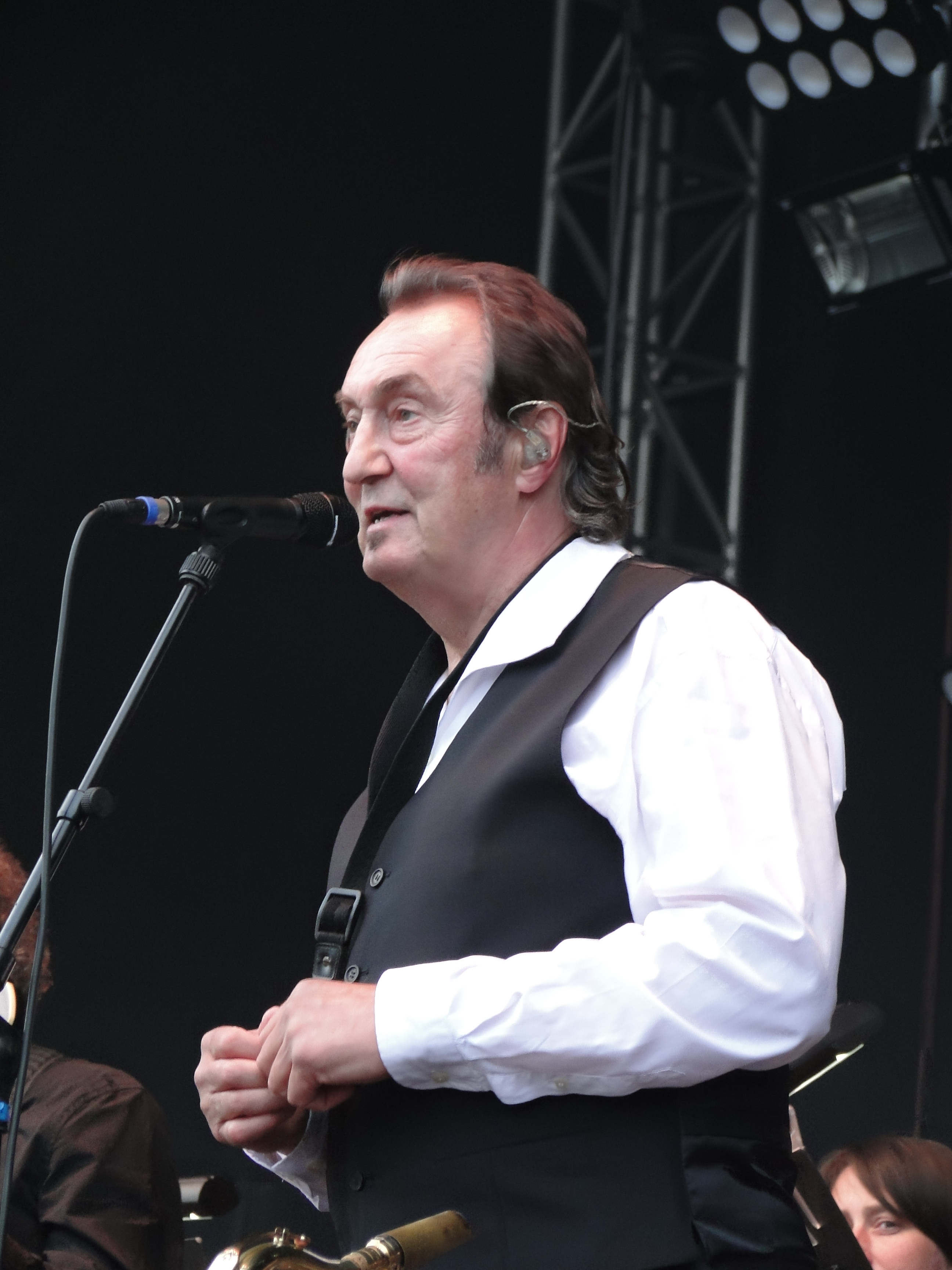
Bernd Aust (* 1945)

- Aust, Bettina (* 1988), deutsche Klarinettistin
- Aust, Emil (* 1863), deutscher Klassischer Philologe, Religionshistoriker und Gymnasiallehrer
- Aust, Ernst (1923–1985), deutscher Politiker (KPD, später KPD/ML)
- Aust, Friederike (* 1943), deutsche Schauspielerin und Synchronsprecherin
- Aust, Friedhelm (1951–2015), deutscher Fußballspieler
- Aust, Günter (1921–2018), deutscher Kunsthistoriker
- Aust, Hans (1926–1984), deutscher Lehrer und prähistorischer Archäologe
- Aust, Hans Walter (1900–1983), deutscher Journalist
- Aust, Helmut (* 1980), deutscher Rechtswissenschaftler und Hochschullehrer
- Aust, Herbert (1913–1974), deutscher SS-Funktionär
- Aust, Hermann (1853–1943), deutscher Industrieller
- Aust, Hugo (1947–2025), deutscher Germanist, Literaturwissenschaftler und Hochschullehrer
- Aust, Jan (1941–2023), deutscher Schauspieler, Theaterregisseur und -intendant
- Aust, Jokubas (* 1999), deutscher Kinder- und Jugenddarsteller
- Aust, Josef (1899–1973), deutscher Politiker (CDU), MdL
- Aust, Jürgen (* 1960), deutscher Fußballschiedsrichter
- Aust, Ludvík (1863–1924), österreichisch-tschechischer Politiker, Abgeordneter zum Abgeordnetenhaus und zur Provisorischen Nationalversammlung
- Aust, Margrit (1921–2014), österreichische Schauspielerin
- Aust, Markus (* 1967), deutscher Komponist
- Aust, Martin (* 1971), deutscher Historiker und Hochschullehrer
- Aust, Michael P. (* 1965), deutscher Kurator, Kulturveranstalter und Filmproduzent
- Aust, Norbert (* 1943), deutscher Jurist und Kulturmanager
- Aust, Otto (1892–1943), schwedischer Segler
- Aust, Paul (1866–1934), deutscher Maler und Grafiker
- Aust, Peter (1939–1996), deutscher Schauspieler
- Aust, Peter (1943–2021), österreichischer Fußballspieler
- Aust, René (* 1987), deutscher Politiker (AfD)
- Aust, Rochus (* 1968), deutscher Musiker und Komponist
- Aust, Stefan (* 1946), deutscher Journalist, Chefredakteur des SpiegelsStefan Aust (* 1946)

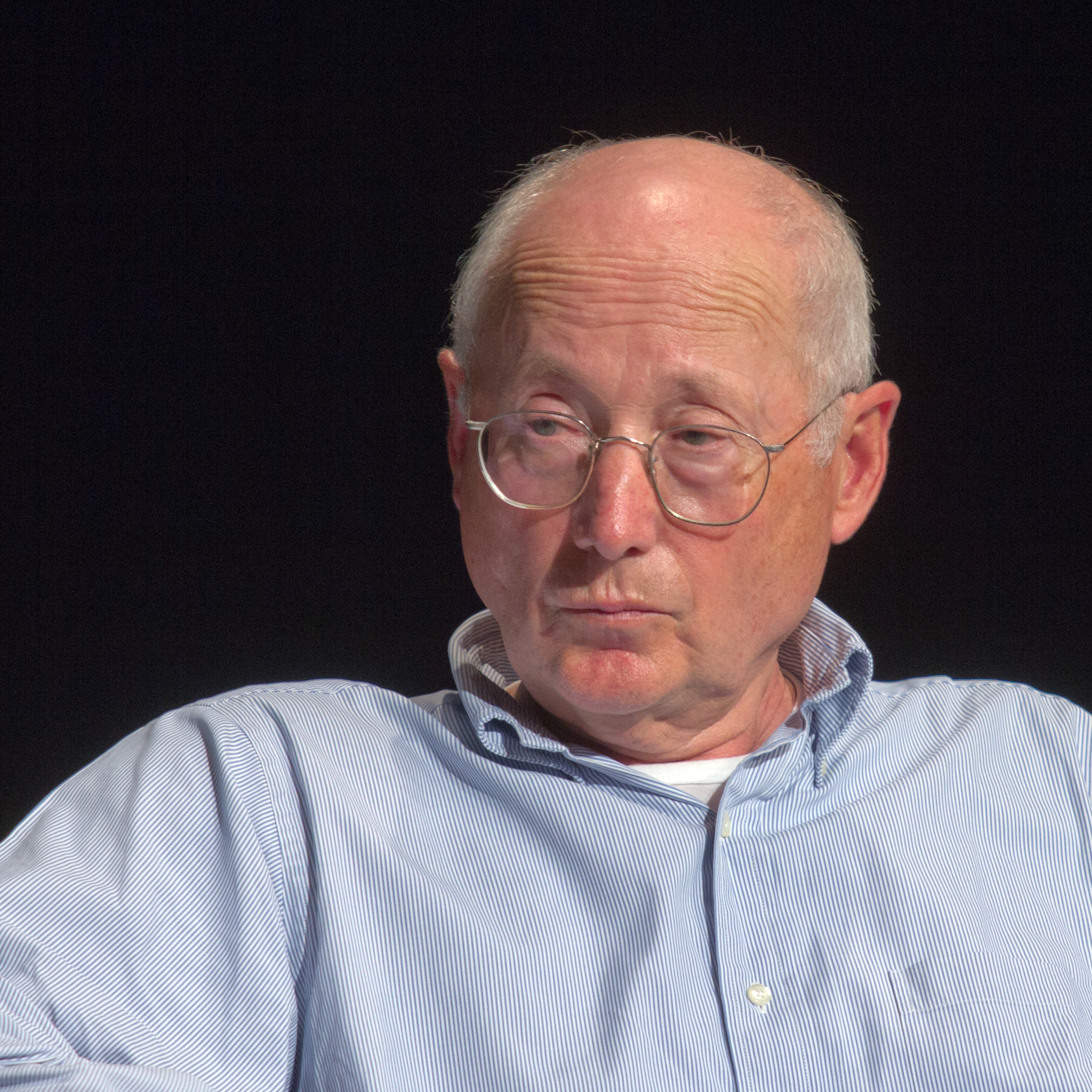
Stefan Aust (* 1946)

- Aust, Ulrich (1942–1992), deutscher Architekt und Denkmalpfleger, auch Dresdner Zwingerbaumeister (ab 1983)
- Aust, Wolfram (1932–2012), deutscher Mediziner und Hochschullehrer
- Aust-Dodenhoff, Karin (* 1946), deutsche Juristin, ehemalige Richterin und Gerichtspräsidentin
- Austa, Caspar (* 1982), estnischer Mountainbike- und Straßenradrennfahrer
- Austad, Eivind (* 1973), norwegischer Jazzmusiker (Piano, Komposition)
- Austad, Otto (1926–2023), norwegischer Skispringer
- Austad, Tore (1935–2025), norwegischer Politiker (Høyre), Mitglied des Storting
- Austbø, Edvin (* 2005), norwegischer Fußballspieler
- Austbø, Fredrik (* 1988), norwegischer Snowboarder
- Austbø, Håkon (* 1948), norwegischer Pianist und Hochschullehrer
- Auste, Maximilian (* 1997), deutscher Volleyballspieler
- Austeda, Franz (1923–2009), österreichischer Beamter, Philosoph und Pädagoge
- Austen, Alice (1866–1952), US-amerikanische Fotografin
- Austen, Andreas (1658–1703), deutscher reformierter Theologe, Gräzist und Orientalist
- Austen, Georg (* 1958), deutscher Geistlicher, Generalsekretär des Bonifatiuswerkes der deutschen Katholiken
- Austen, Jane (1775–1817), englische SchriftstellerinJane Austen (1775–1817)

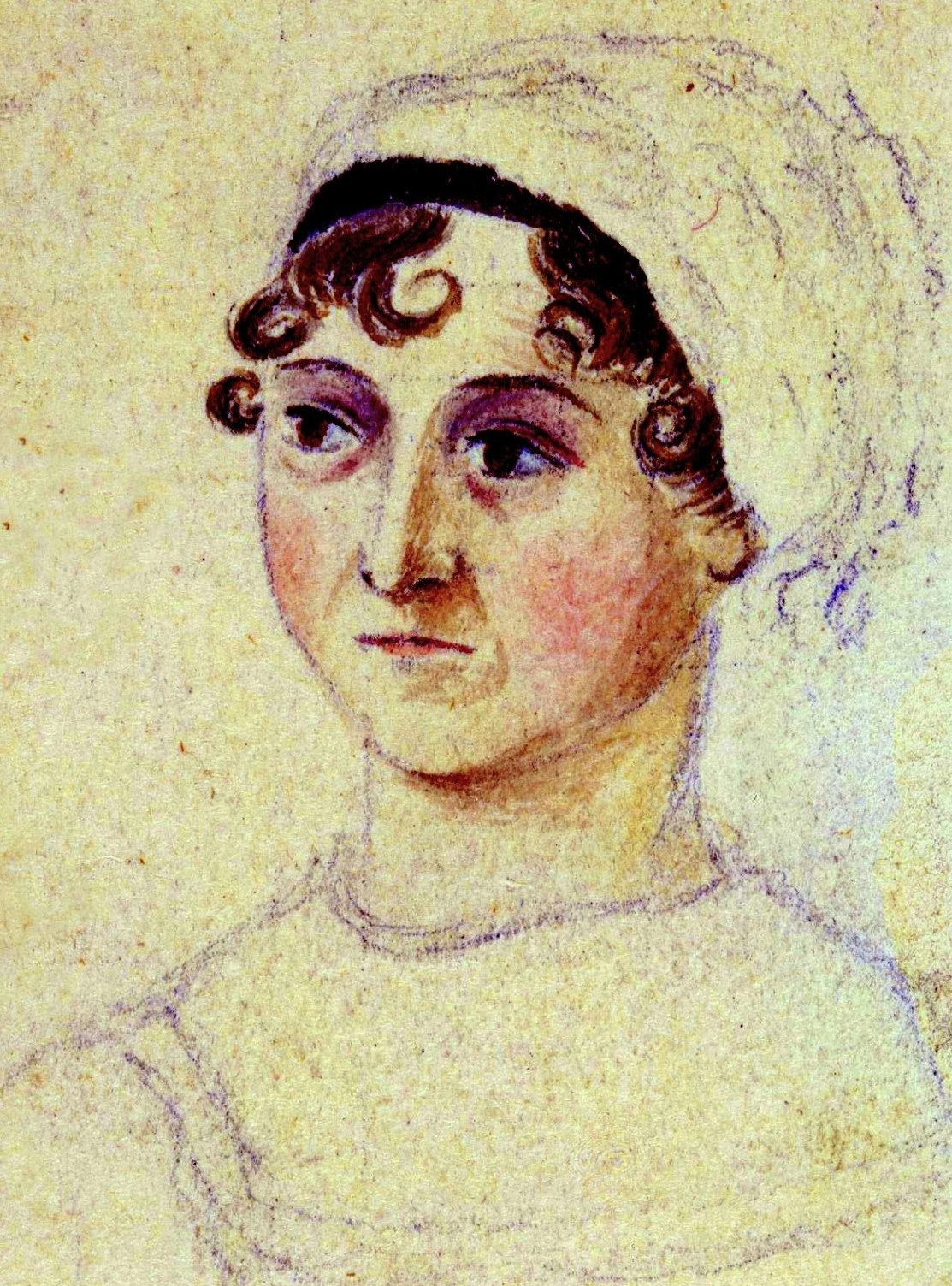
Jane Austen (1775–1817)

- Austen, Jörg (1934–2015), deutscher Sachbuchautor und Konstrukteur
- Austen, K. Frank (1928–2023), US-amerikanischer Immunologe
- Austen, Louie (* 1946), österreichischer Jazz- und Bluescrooner
- Austen, Phoebe (* 2006), britische Schauspielerin und Theaterschauspielerin
- Austen, Rudolf (1931–2003), deutscher Maler und Grafiker
- Austen, Tom (* 1988), britischer Schauspieler
- Austenat, Elke (* 1945), deutsche Ärztin und Autorin
- Auster, Lydia (1912–1993), estnische Komponistin
- Auster, Manfred (* 1960), deutscher Diplomat
- Auster, Oskar (1853–1919), deutscher Bauingenieur, kommunaler Baubeamter in Zittau
- Auster, Paul (1947–2024), US-amerikanischer Schriftsteller und RegisseurPaul Auster (1947–2024)

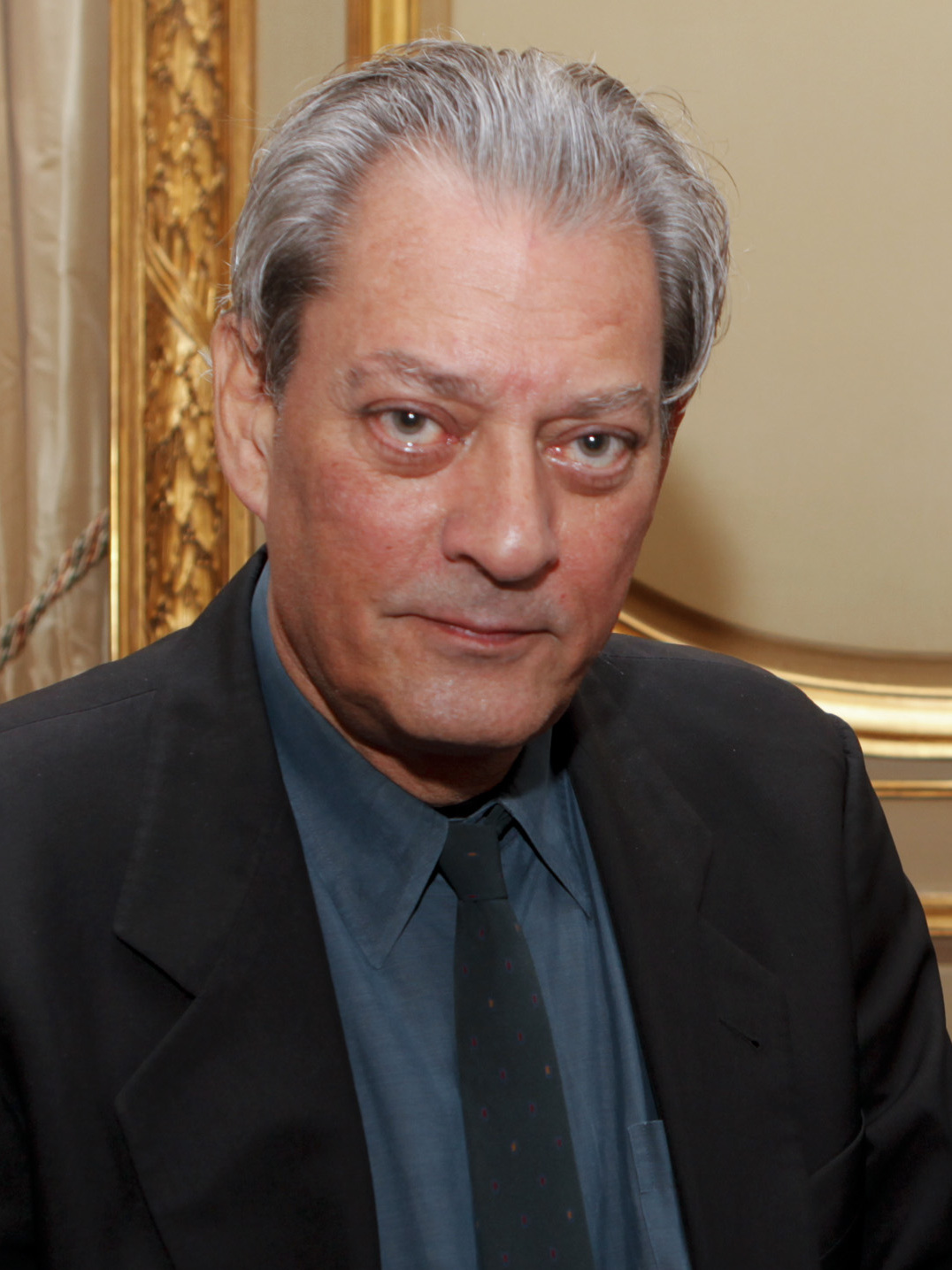
Paul Auster (1947–2024)

- Auster, Sophie (* 1987), US-amerikanische Sängerin und Schauspielerin
- Austerberry, Paul Denham, Szenenbildner und Artdirector
- Austerlitz, Friedrich (1862–1931), österreichischer Journalist und Politiker
- Austerlitz, Marianne (* 1849), österreichische Bühnenschauspielerin
- Austerlitz, Robert (1861–1930), deutscher Ministerialbeamter
- Austerlitz, Rose (1876–1939), deutsche Schriftstellerin und Redakteurin
- Austermann, Dietrich (* 1941), deutscher Politiker (CDU), MdB und Wirtschaftsminister sowie Kultusminister in Schleswig-Holstein
- Austermann, Frank, deutscher lutherischer Theologe und Hochschullehrer
- Austermann, Heinrich (1909–1984), deutscher Politiker (CDU) und Oberstadtdirektor von Münster (Westfalen)
- Austermann, Michael (* 1949), deutscher Pädagoge und Hochschullehrer
- Austermühl, Birgitt (* 1965), deutsche Fußballspielerin
- Austermühle, Theobald (* 1936), deutscher Sportwissenschaftler und Hochschullehrer
- Austevoll, Elin (* 1974), norwegische Schwimmerin
- Austilat, Andreas (* 1957), deutscher Journalist und Autor
- Austin, Alana (* 1982), amerikanische Schauspielerin
- Austin, Albert (1882–1953), britisch-amerikanischer Schauspieler, Regisseur, Autor und Komiker
- Austin, Albert E. (1877–1942), US-amerikanischer Politiker
- Austin, Alfred (1835–1913), britischer Schriftsteller
- Austin, Alice Constance (1862–1955), amerikanische Architektin, Designerin und Stadtplanerin
- Austin, Amy (* 1966), US-amerikanisch-argentinische Ökologin
- Austin, Archibald (1772–1837), US-amerikanischer Politiker
- Austin, Arthur (1902–1962), US-amerikanischer Wasserballspieler
- Austin, Avinesh (* 2002), malaysischer Mittelstreckenläufer
- Austin, Bernard L. (1902–1979), US-amerikanischer Militär, Vizeadmiral der United States Navy
- Austin, Brooke (* 1996), US-amerikanische Tennisspielerin
- Austin, Charles (1930–2024), amerikanischer Jazzmusiker (Multiinstrumentalist)
- Austin, Charles (* 1967), US-amerikanischer Leichtathlet
- Austin, Charlie (* 1989), englischer Fußballspieler
- Austin, Chase (* 1989), US-amerikanischer Automobilrennfahrer
- Austin, Chuck (1927–2012), US-amerikanischer Jazzmusiker
- Austin, Claire (1918–1994), amerikanische Jazz- und Bluessängerin
- Austin, Coco (* 1979), US-amerikanische SchauspielerinCoco Austin (* 1979)

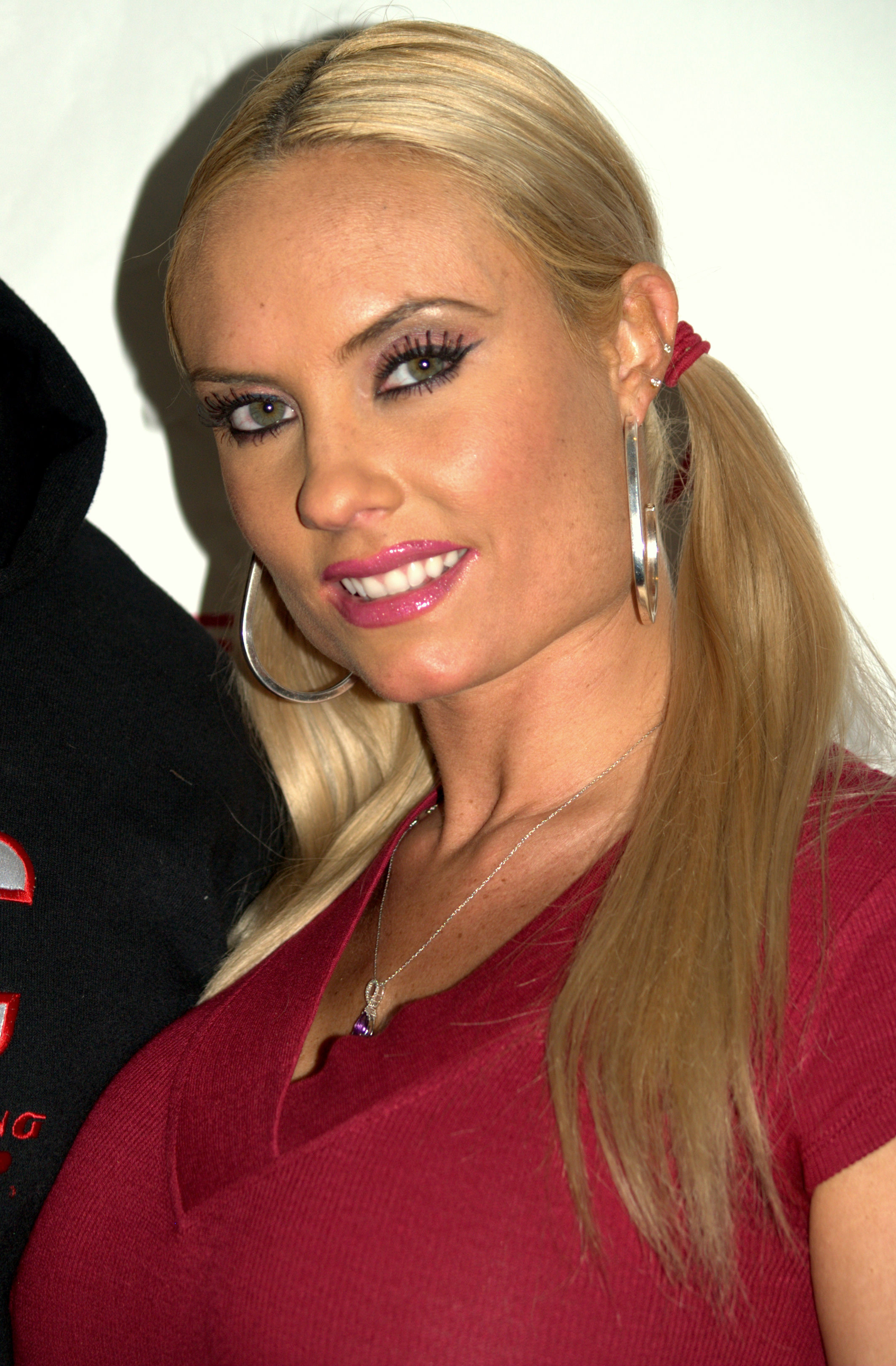
Coco Austin (* 1979)

- Austin, Colin (1941–2010), britischer Klassischer Philologe und Papyrologe
- Austin, Cuba (1906–1961), US-amerikanischer Jazz-Schlagzeuger des Oldtime Jazz und Swing
- Austin, Dallas (* 1970), US-amerikanischer Musiker, Songwriter und Produzent
- Austin, Damián (* 1974), kubanischer Boxer
- Austin, Daniel Frank (1943–2015), US-amerikanischer Botaniker
- Austin, David C. H. (1926–2018), britischer Rosenzüchter
- Austin, Dennis (1947–2023), US-amerikanischer Softwareentwickler
- Austin, Edith (1867–1953), britische Tennisspielerin
- Austin, Ernest (1874–1947), britischer Komponist
- Austin, Eve (* 1997), britische Schauspielerin
- Austin, Frederic (1872–1952), englischer Opernsänger (Bariton) und Komponist
- Austin, Gene (1900–1972), US-amerikanischer Sänger und Songwriter
- Austin, Gerald (* 1941), US-amerikanischer Schiedsrichter im American Football
- Austin, Greg (* 1992), britischer Schauspieler
- Austin, Heinrich Bernhard (1723–1780), preußischer Beamter und Gutsbesitzer
- Austin, Henry (1906–2000), britischer Tennisspieler
- Austin, Henry (1920–2008), indischer Politiker und Diplomat
- Austin, Herbert Douglas (1876–1960), US-amerikanischer Romanist und Italianist
- Austin, Herbert, 1. Baron Austin (1866–1941), britischer Industrieller und Politiker, Mitglied des House of Commons
- Austin, Horace (1831–1905), US-amerikanischer Politiker
- Austin, Horatio Thomas (1800–1865), britischer Vizeadmiral der Royal Navy und Polarforscher
- Austin, Hudson (1938–2022), grenadischer Politiker, Revolutionär und General
- Austin, Ian (* 1965), britischer Politiker der Labour Party, parteiloses Mitglied des Oberhauses
- Austin, Jack (1917–1993), britischer Autor und Buddhist
- Austin, Jack (* 1932), kanadischer Politiker
- Austin, Jake T. (* 1994), US-amerikanischer SchauspielerJake T. Austin (* 1994)

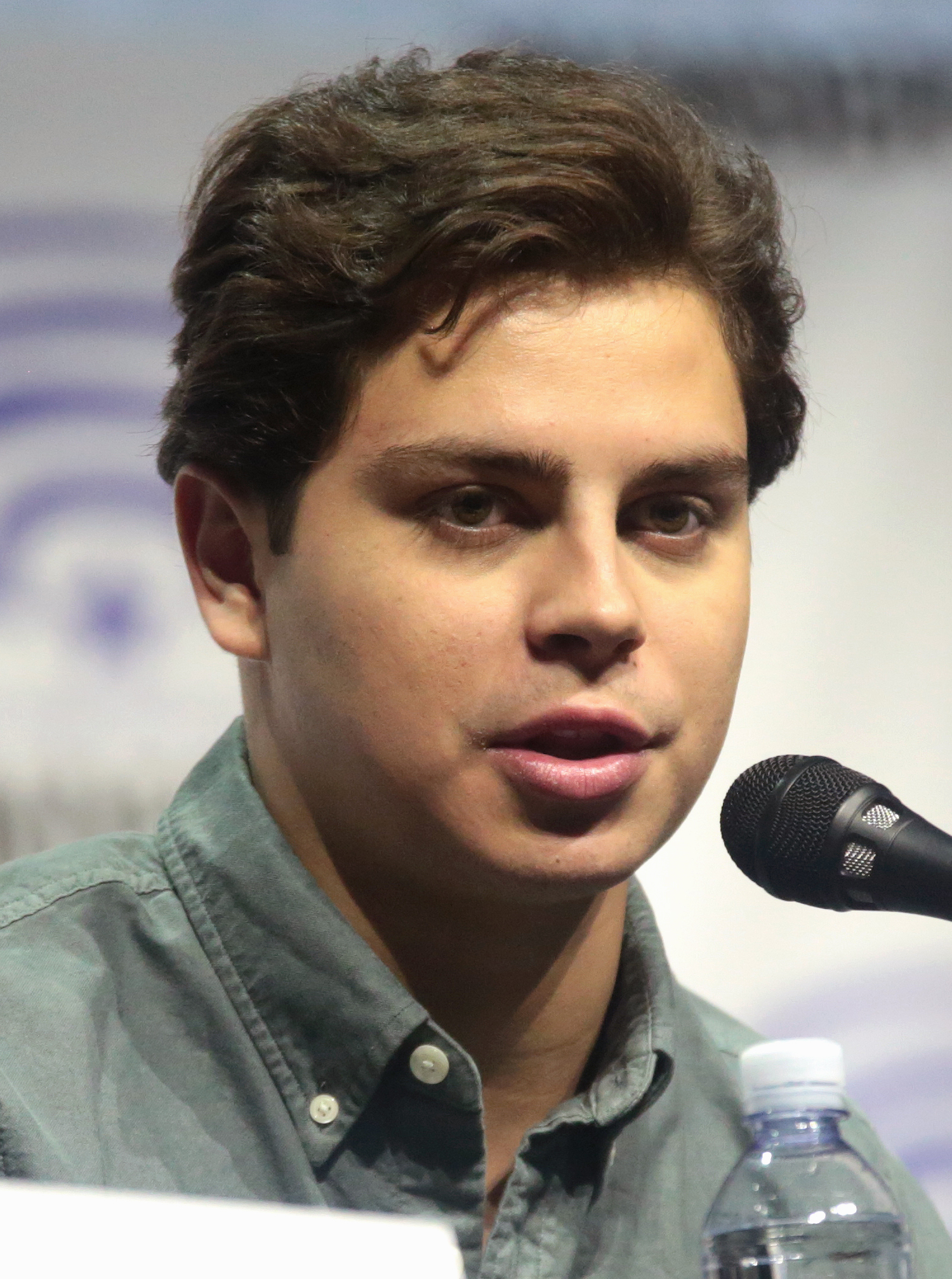
Jake T. Austin (* 1994)

- Austin, Janet, kanadische Sozialmanagerin und Vizegouverneur der Provinz British Columbia
- Austin, Jean-Herbert (* 1950), haitianischer Fußballspieler
- Austin, John (1790–1859), englischer Jurist und Rechtsphilosoph
- Austin, John (* 1957), US-amerikanischer Tennisspieler
- Austin, John Langshaw (1911–1960), englischer Philosoph und Linguist, Begründer der Sprechakttheorie
- Austin, John P. (1906–1997), US-amerikanischer Szenenbildner
- Austin, Johntá (* 1980), US-amerikanischer Songwriter, Arrangeur, Produzent und Sänger
- Austin, Karen (* 1955), US-amerikanische Schauspielerin
- Austin, Kenji (* 2004), singapurischer Fußballspieler
- Austin, Larry (1930–2018), US-amerikanischer Komponist und Musikwissenschaftler
- Austin, Lloyd (* 1953), US-amerikanischer Militär und der 28. Verteidigungsminister der Vereinigten StaatenLloyd Austin (* 1953)

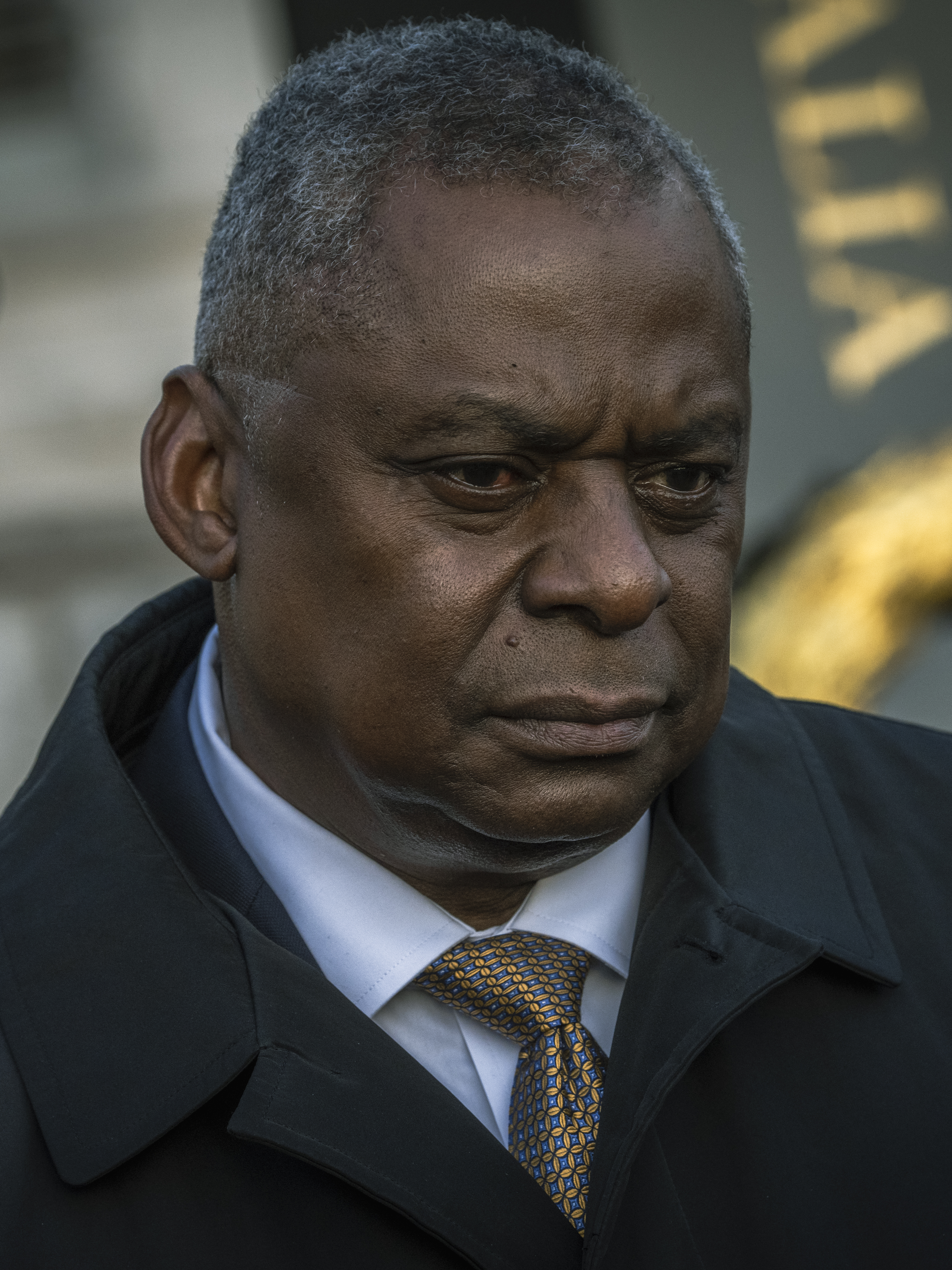
Lloyd Austin (* 1953)

- Austin, Lloyd James (1915–1994), australischer Romanist und Literaturwissenschaftler
- Austin, Lonnie (1905–1997), US-amerikanischer Old-Time-Musiker
- Austin, Louis Winslow (1867–1932), amerikanischer Physiker
- Austin, Lovie (1887–1972), US-amerikanische Jazz- und Blues-Pianistin
- Austin, Malachi (* 2007), guyanischer Leichtathlet
- Austin, Michael (* 1943), US-amerikanischer Schwimmer
- Austin, Michael, Drehbuchautor und Filmregisseur
- Austin, Mike (1910–2005), US-amerikanischer Golfspieler und -lehrer
- Austin, Miles (* 1984), US-amerikanischer American-Football-Spieler
- Austin, Oliver L. (1903–1988), US-amerikanischer Ornithologe
- Austin, Pamela (* 1941), US-amerikanische Schauspielerin
- Austin, Patti (* 1950), US-amerikanische SängerinPatti Austin (* 1950)

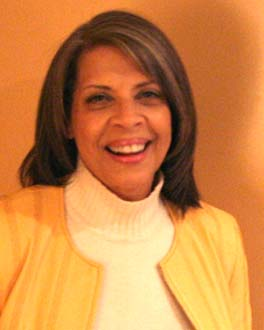
Patti Austin (* 1950)

- Austin, Percy (1903–1961), englischer Fußballspieler
- Austin, Ray (1943–2024), britischer Musiker
- Austin, Ray (* 1970), US-amerikanischer Schwergewichtsboxer
- Austin, Rex (1931–2022), neuseeländischer Politiker der National Party
- Austin, Richard (1903–1989), britischer Dirigent
- Austin, Richard Bevan (1901–1977), US-amerikanischer Jurist
- Austin, Richard W. (1857–1919), US-amerikanischer Politiker
- Austin, Robert (1825–1905), Gouverneur von Western Australia
- Austin, Robert H. (* 1946), US-amerikanischer Biophysiker
- Austin, Roland Gregory (1901–1974), britischer Altphilologe
- Austin, Sarah (1793–1867), britische Schriftstellerin und Übersetzerin
- Austin, Scott (1953–2014), US-amerikanischer Philosophiehistoriker
- Austin, Sherrié (* 1970), australische Country-Songschreiberin, Schauspielerin und Sängerin
- Austin, Sil (1929–2001), US-amerikanischer Jazzmusiker
- Austin, Sophie (* 1984), britische Schauspielerin
- Austin, Stephen F. (1793–1836), Gründer der Republik Texas
- Austin, Steve (* 1964), US-amerikanischer WrestlerSteve Austin (* 1964)

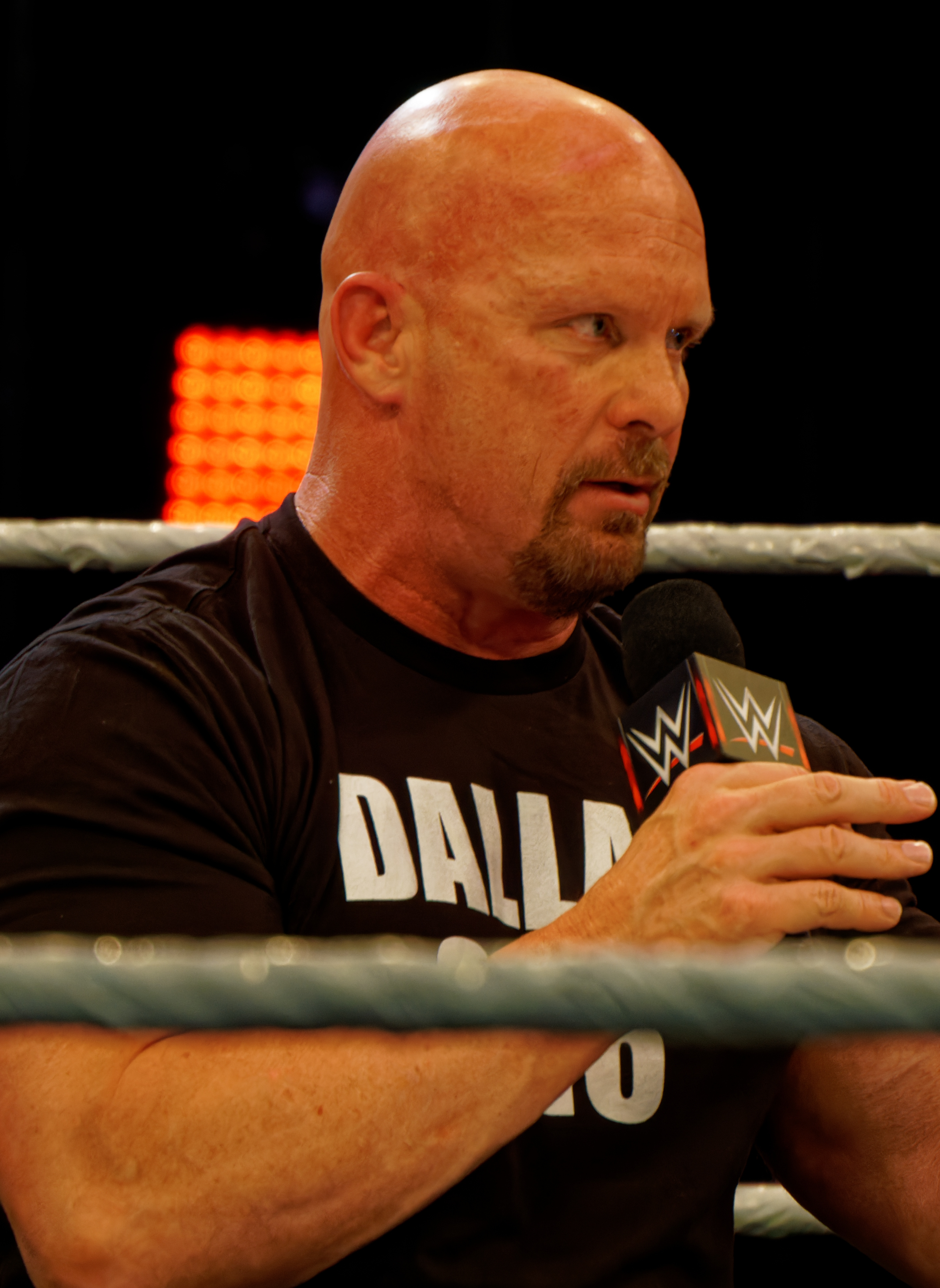
Steve Austin (* 1964)

- Austin, Sue (* 1965), britische Multimedia-, Performance- und Installations-Künstlerin
- Austin, Tavon (* 1990), US-amerikanischer American-Football-Spieler
- Austin, Teri (* 1957), kanadische Schauspielerin und Tierschützerin
- Austin, Terry (* 1952), US-amerikanischer Comiczeichner
- Austin, Tim (* 1971), US-amerikanischer Boxer
- Austin, Tim (* 1983), britischer Mathematiker
- Austin, Tracy (* 1962), US-amerikanische TennisspielerinTracy Austin (* 1962)

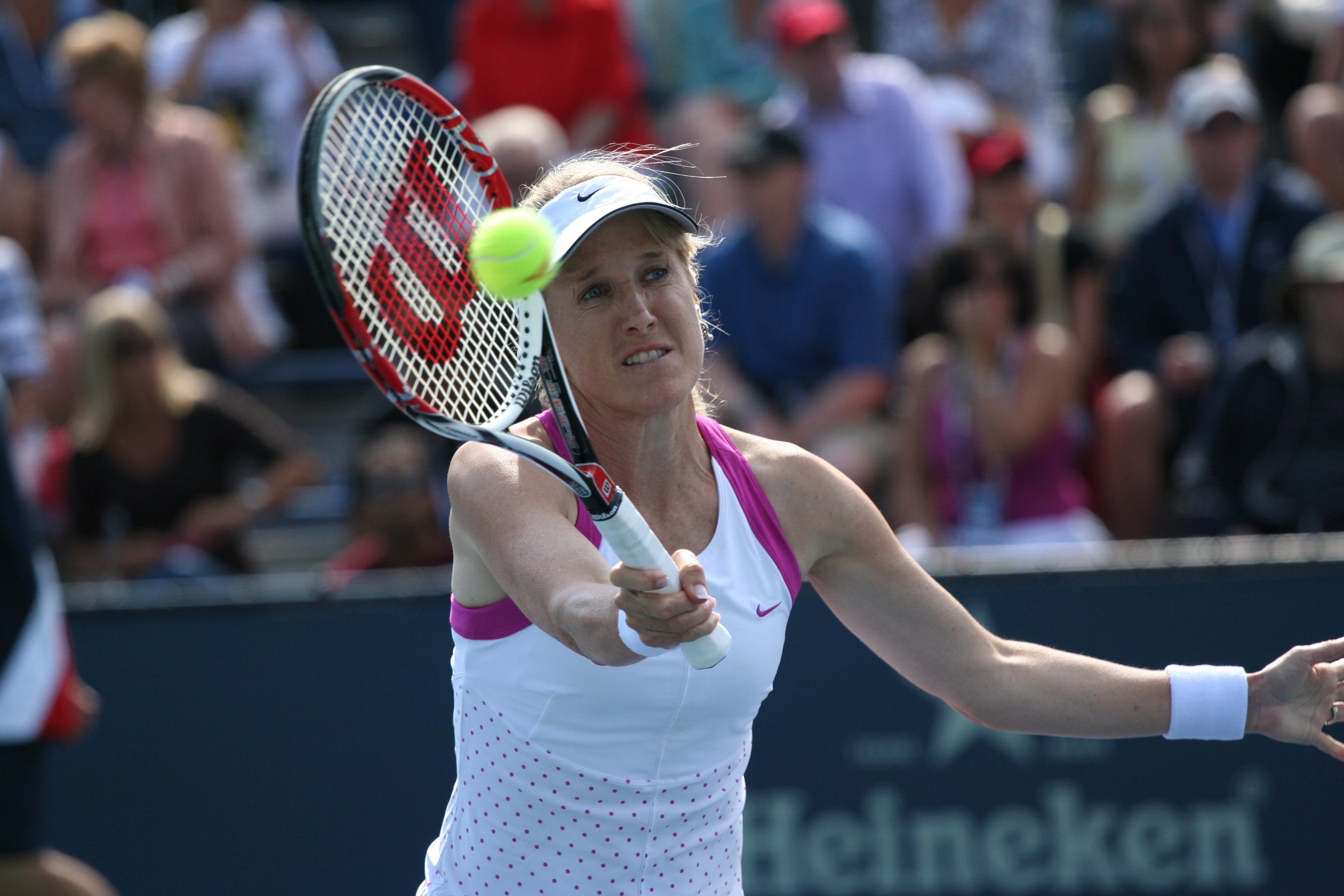
Tracy Austin (* 1962)

- Austin, Wanda (* 1954), US-amerikanische Raumfahrtingenieurin
- Austin, Warren (1877–1962), US-amerikanischer Politiker und Diplomat
- Austin, Waverly (* 1991), US-amerikanisch-deutscher Basketballspieler
- Austin, William (1754–1793), britischer Mediziner und Mathematiker
- Austin, William (1778–1841), amerikanischer Rechtsanwalt, Politiker und Schriftsteller
- Austin, William (1807–1892), erster anglikanischer Bischof in Guayana
- Austin, William (1884–1975), britischer Schauspieler
- Austin, William (1903–1993), US-amerikanischer Filmeditor
- Austin-Kerl, Jürgen (* 1970), deutscher Langstreckenläufer
- Austindus von Auch († 1068), Erzbischof von Auch
- Auston, David H. (* 1940), US-amerikanischer Physiker
- Austral, Florence (1892–1968), australische Sängerin (Sopran)
- Austreberta († 704), Heilige der katholischen Kirche
- Austregésilo de Mesquita Filho, Francisco (1924–2006), brasilianischer römisch-katholischer Bischof
- Austregildis, Mutter; Nonne; Heilige
- Austremonius, Bischof der Auvergne
- Auštrevičius, Petras (* 1963), litauischer Politiker, MdEP
- Austrheim, John (1912–1995), norwegischer Politiker (Zentrumspartei), Mitglied des Storting
- Austria, Maria (1915–1975), niederländische Fotografin
- Austria, Steve (* 1958), US-amerikanischer Politiker (Republikanische Partei)
- Austria-Garcia, Evelyn, philippinische Diplomatin
- Austrian, Robert (1916–2007), US-amerikanischer Mediziner
- Austrich, Daniel (* 1984), russischer Geiger
- Austrofred (* 1976), österreichischer SängerAustrofred (* 1976)

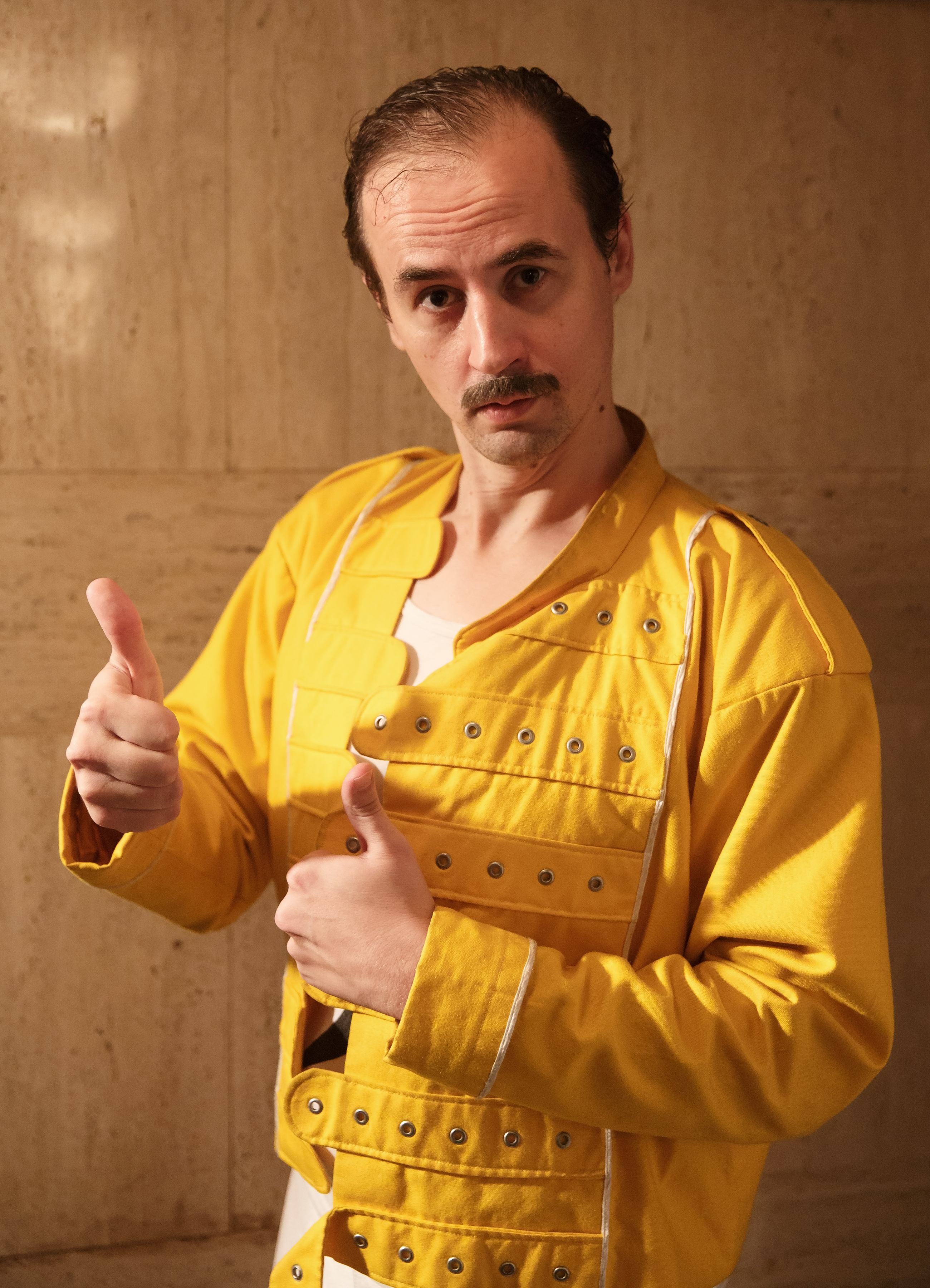
Austrofred (* 1976)

### Ausu
- Ausubel, David Paul (1918–2008), US-amerikanischer Pädagoge und Lerntheoretiker
- Ausubel, Marynn Older (1912–1980), US-amerikanische Fotografin
- Ausum, Bertus (1908–1984), niederländischer Fußballschiedsrichter

### Ausw
- Auswald-Heller, Alma (1876–1947), österreichische Malerin und Schriftstellerin
- Ausweger, Josef (1900–1978), österreichischer Politiker (ÖVP), Landtagsabgeordneter